# يحيى بن عبد الملك بن هذيل
يحيى بن عبد الملك بن هذيل ( 000 - بعد 497 هـ = 000 - بعد 1104 م) من آل رزين، من ملوك الطوائف بالاندلس ولقبه "حسام الدولة"، وهو ثالث ملوك طائفة شنتمرية الشرق، وليها يوم مات أبوه بعهد منه سنة 496 هـ، وكان ضعيف العقل سكيرا فيه كثير من السخف، استمر سنة واحدة حتى خلعه المرابطون في عهد أمير المسلمين يوسف بن تاشفين سنة 497 هـ فسقطت دولته ، فكان آخر من ولي من أسرة بني رزين.